# Feijoa
La feijoa (Feijoa sellowiana), també denominada guaiaber del Brasil o haihober (nom no acadèmic) a La Cellera de Ter, és una espècie botànica arbustiva, ramificada, que assoleix 4 m d'altura. És originària de les terres altes del sud del Brasil, Argentina i l'Uruguai. Resisteix el fred, encara que no per sota dels -12 °C. És sensible a les temperatures molt elevades i a l'excessiva sequedat de l'aire.

## Morfologia
Té l'escorça de color gris pàl·lid, aspra o una mica escamosa. Fullatge persistent i branquillons rígids. Fulles simples, oposades, peciolades, amb pecíols de 4 a 8 mm, ovoides o el·líptiques, verd fosc i brillants en el feix, blanquinoses al revés. Flors solitàries amb 4 sèpals i 4 pètals de color blanc-rosat; estams nombrosos amb anteres de color groc intens o vermell, ornamentals. La pol·linització és realitzada per ocells i per insectes, especialment les abelles.
El fruit és una baia oblonga de 4 a 7 cm × 3 a 5 cm, verd fosc en la maduresa, amb aromes agradables pròpies. La fructificació requereix clima fresc. La polpa del fruit és carnosa, blanquinosa o groguenca, i fragant. És comestible, rica en vitamina C i amb ella es preparen begudes, gelees, gelats i melmelades.

## Cura en el conreu

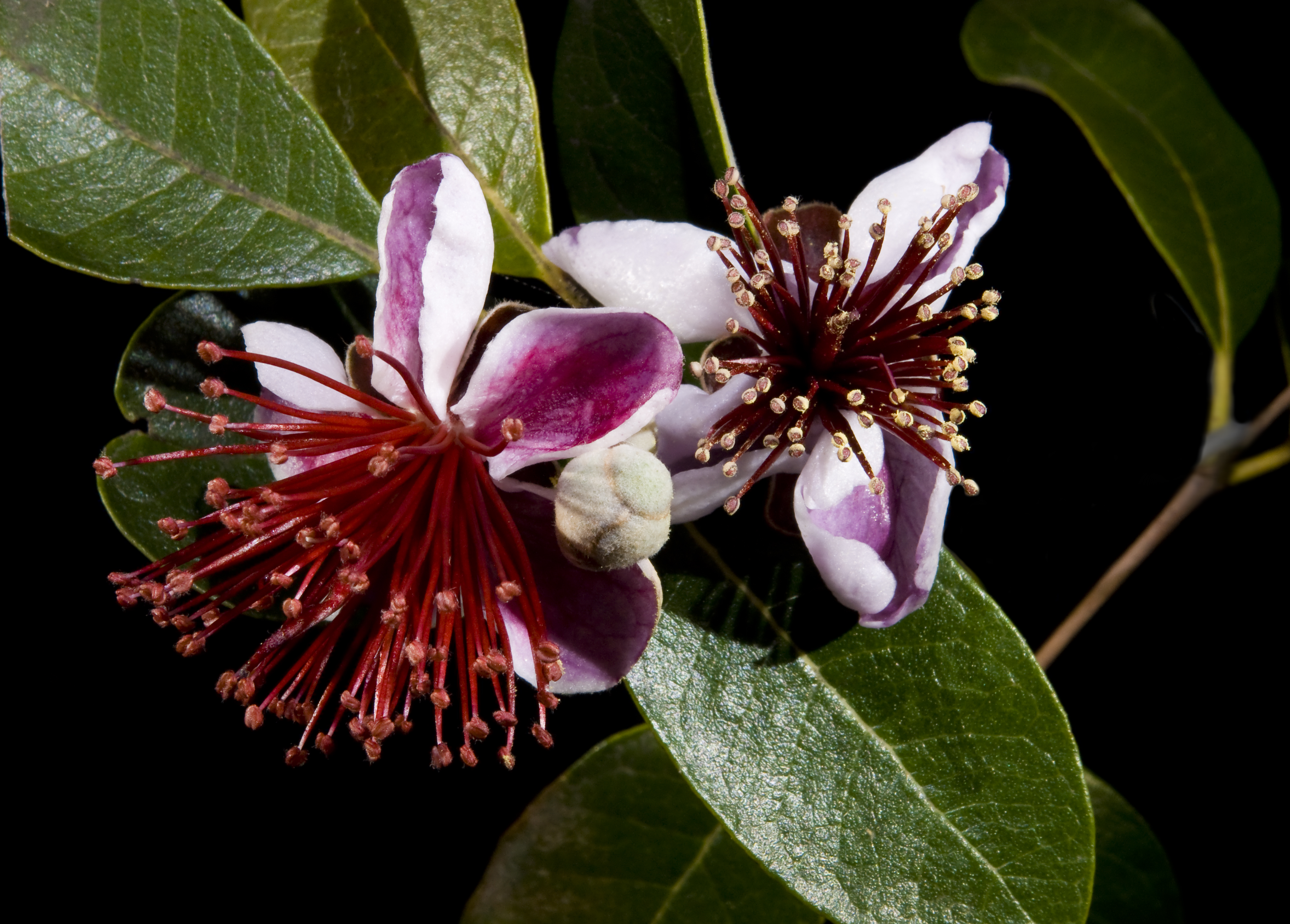
Flors de Feijoa.

- Pot mantenir-se des de ple sol a semiombra amb contacte freqüent de lluminositat.
- Suporta el fred però no el fred extrem (-10/-12 °C).[3]
- A regions on l'hivern és frígid s'ha de conrear en tests i protegir del fred en un hivernacle o portar a l'interior de la casa.
- A resguard del vent.
- Suporta els sòls salinitzats i atmosferes marines, requerint sòls ben drenats.
- Reg setmanal
- No suporta bé la poda, encara que es pot dur a terme. Les seves conseqüències poden ser l'atur en la producció de fruita de fins a dos anys.
- Propagació mitjançant llavors, però la multiplicació per esqueix proporciona resultats ràpids.

## Taxonomia
Acca sellowiana va ser descrita per (Berg. 1855) Burret 1941 i publicada a Repertorium Specierum Novarum Regni Vegetabilis 50(1231-1235): 59. 1941.
El botànic alemany Otto Karl Berg l'anomenà feijoa en honor de João da Silva Feijó (segle xviii), director del Museu de História Natural de S. Sebastião, a Brasil.
Sinonímia
- Orthostemon sellowianus O.Berg[5]
- Feijoa sellowiana (O.Berg) O.Berg[6]
- Orthostemon obovatus O.Berg[7]
- Feijoa obovata (O.Berg) O.Berg[8]
- Feijoa schenckiana Kiaersk.,[9]
- Feijoa sellowiana var. rugosa Mattos,[10]
- Acca sellowiana var. rugosa (Mattos) Mattos,[11]
- Feijoa sellowiana f. elongata Voronova,[12][13][14]

## Haihober
Al municipi de La Cellera de Ter, la Selva, hi ha diversos arbres de feijoas. Se sap que un vilatà va tornar d'Amèrica amb llavors i va plantar-les al seu jardí. L'arbre va adaptar-se bé al clima local i el fruit va tenir èxit entre els veïns, que també en van plantar. El nom comú, en canvi, no va mantenir-se i va passar a dir-se haihober, amb hacs aspirades, amb el que és conegut avui en dia.